# 기통
기통(紀通, ? ~ 기원전 148년)은 전한 전기의 제후이다. 아버지 기성은 고제의 장군으로, 호치 전투에서 전사했다.

## 생애
고제 8년(기원전 199년), 기성의 공적을 추념하여, 개국공신 서열 66위로 양평후(襄平侯)에 봉해졌다.
양평후 통 52년(기원전 148년)에 죽었고, 아들 기상부가 작위를 이었다.

## 출전
- 사마천, 《사기》 권18 고조공신후자연표
- 반고, 《한서》 권16 고혜고후문공신표

| 전임 (첫 봉건) | 전한의 양평후 기원전 199년 9월 병오일 ~ 기원전 148년 | 후임 아들 양평강후 기상부 |